# Víctor Cordero i Charles
Víctor Manuel Cordero i Charles (Molins de Rei, 1 de març del 1971) és un compositor català, professor de música a Suïssa.

## Biografia
Víctor Cordero i Charles inicià la seva formació musical de ben jove: estudià teoria musical, harmonia, contrapunt i fuga i obtingué el Títol Superior de piano sota el mestratge de Margarida Serrat al conservatori del Liceu. S'inicià en la composició de forma autodidacta, i posteriorment completà la seva formació al conservatori de Ginebra (2005-2008) amb Eric Gaudibert i Michael Jarrell. Ensenyà música a La Chaux-de-Fonds (contrapunt) i en l'actualitat (2009) és professor del conservatori de música de Neuchâtel (2007-), filial de l'Haute Ecole de Musique de Ginebra.
Ha estat autor d'una variada obra musical, des de la música coral al teatre de varietats. És compositor de sardanes i ha rebut diversos premis, com el premi Joventut al Premi Ceret-Banyoles-2000, i el 2004 el premi SGAE de sardanes.
El seu germà, Miquel Àngel Cordero i Charles (Molins de Rei, 1973), és un contrabaixista que ha tocat en diverses orquestres simfòniques catalanes, ha participat en musicals i ha publicat el disc MAC6  Arxivat 2010-10-04 a Wayback Machine..

## Obres
- Choral (2007), per a orquestra de cambra
- Ciutat oculta (2005), obra lliure per a cor i cobla
- Communion (2003), per a cor de cambra
- Création , per a cor (estrena prevista per al 2010)
- Emergences (2008), per a clarinet, percussió i orquestra
- L'enorme crocodile (2009), teatre musical sobre text de Roald Dahl [Enllaç no actiu]
- Herbst, per a orquestra de corda
- Magma (2008), per a orgue i electrònica
- Périphérie (2006), per a guitarra i electrònica, i un quartet de violí, contrabaix, oboè i percussió
- Scherzino (2008), per a flauta, oboè, clarinet, fagot, cor i piano
- Sonatina pour flûte solo (2007)
- Soul mates (2008), per a saxòfon i piano
- Tres moviments de suite (2000), suite per a cobla, premi Joventut del concurs Ceret-Banyoles
- Tres visiones de Lorca: sobre poemas de Federico García Lorca, per a veu i piano
- Trois poèmes de Stéphane Mallarmé (2007), per a quartet de soprano, arpa i percussió (rearranjament de dues obres anteriors seves, Deux poèmes de Stéphane Mallarmé i Le Noël des enfants qui n'ont plus de maison, del 2006)
- Variacions lliures sobre la ballada dels gotxs de Nostra Dona (2005), obra lliure per a tres cobles i percussió sobre text del Llibre vermell de Montserrat
- Vertical (2007), per a guitarra

### Sardanes
- A contrallum (2004), premi SGAE de sardanes del 2004  Arxivat 2008-05-16 a Wayback Machine.
- L'Agrupa o Esplai l'Agrupa (1996), primera sardana, enregistrada per la cobla Sant Jordi en el CD 150 anys de Fira: sardanes de la vila de Molins de Rei (Barcelona: Àudiovisuals de Sarrià, 2000 ref. 51739)
- Amb tu, enregistrada per la cobla Montgrins en el disc compacte Molins de Rei, ciutat pubilla (Barcelona: Discmedi, 2005 ref. DM 1175)
- Camell 25 (2006)
- Castellbisbalenca
- Castellciuró (1997), enregistrada per la cobla Contemporània en el CD Contemporanis 1 (Barcelona: Àudiovisuals de Sarrià, 2002 ref AVS 5.1788)
- 150 anys de Fira, enregistrada a 150 anys de Fira
- Companyonia (2007)
- Gala-Dalí (2004)
- Justos per pecadors (2003), segon premi del concurs de composició Ceret-Banyoles
- Molins de Rei, ciutat pubilla (2005), enregistrada a Molins de Rei, ciutat pubilla
- Pa amb tomàquet (2002)
- Sant Martirià (2002), enregistrada per la cobla Selvatana al CD Competència de cobles. Estrenes (Banyoles: Foment de la Sardana de Banyoles, 2004 ref ARTP 1603-04)
- Santpaùlia (2006), tercer premi Memorial Fèlix Martínez i Comín
- Sempre Almacelles
- Els tres sets (2003), accèssit al premi SGAE del 2003, enregistrada a Molins de Rei, ciutat pubilla
- 25 (2009)
- Virolai, deu anys (2008), dedicada a l'escola molinenca del mateix nom
- Visca el 2000! (2000), enregistrada a 150 anys de Fira